# 뮤턴트 파이터
뮤턴트 파이터(Mutant Fighter는 1991년 데이터 이스트가 제작한 아케이드 게임이다. 프로레슬링 형태의 대전 액션 게임이다.

## 파이터

### 레귤러 파이터
- 파이터

종족: 인간
이름: 마이클
성별: 남성
나이: 27
신장: 72inch(183cm)
체중: 175lbs(79kg)
힘: 16
방어력: 16
민첩: 16
전작인 히포드롬의 주인공이다.
- 헤라클레스

종족: 인간
이름: 폰
성별: 남성
나이: 34
신장: 76inch(193cm)
체중: 198lbs(89kg)
힘: 28
방어력: 20
민첩: 8
- 웨어울프

종족: 늑대인간
이름: 보기
성별: 남성
나이: 84
신장: 73inch(185cm)
체중: 143lbs(64kg)
힘: 8
방어력: 8
민첩: 28
- 미노타우로스

종족: 미노타우로스
이름: 샹카르
성별: 남성
나이: 96
신장: 74inch(188cm)
체중: 189lbs(85kg)
힘: 24
방어력: 16
민첩: 12
- 짐승

종족: 비스트
이름: 플레아
성별: 남성
나이: 53
신장: 70inch(178cm)
체중: 132lbs(59kg)
힘: 16
방어력: 16
민첩: 20
- 아마조네스

종족: 인간
이름: 신디
성별: 여성
나이: 23
신장: 70inch(178cm)
체중: 99lbs(44kg)
힘: 8
방어력: 8
민첩: 28
- 괴물

종족: 골렘
이름: 보드카
성별: 남성
나이: 219
신장: 99inch(251cm)
체중: 5518lbs(2502kg)
힘: 28
방어력: 32
민첩: 2
바위로 만들어진 석상에 생명이 들어간 상태의 괴물로 패배시 몸이 깨져버린다.
- 용

종족: 드래곤
이름: 조지프
성별: 남성
나이: 482
신장: 98inch(249cm)
체중: 264lbs(119kg)
힘: 20
방어력: 20
민첩: 16
- 히드라(중간보스 전용)

종족: 히드라
이름: 체리
성별: 여성
나이: 77
신장: 118inch(300cm)
체중: 246lbs(112kg)
힘: 16
방어력: 20
민첩: 16

### 보스급 파이터
- 도플갱어

종족: 도플갱어
이름: 베호로이
성별: 불명
나이: 12
신장: 70inch(178cm)
체중: 160lbs(72kg)
힘: ?
방어력: ?
민첩: ?
플레이어와 동일한 캐릭터로 변신해서 싸운다. 피아구별이 거의 불가능해서 난이도가 높을 뿐 인공지능 상태는 좋은 편이 아니다.
- 데몬

종족: 악마
이름: 파주주
성별: 불명
나이: 5329
신장: 89inch(226cm)
체중: 176lbs(79kg)
힘: 32
방어력: 32
민첩: 32
신체스펙은 최강이다.
- 아크메이지

종족: 인간
이름: 크로노스
성별: 남성
나이: 98
신장: 69inch(173cm)
체중: 128lbs(57kg)
힘: 1
방어력: 2
민첩: 16
신체스펙은 보잘 것 없지만 마법을 사용하기 때문에 매우 어렵다.

## 평가
| 평가                                                                                   |                 |
| -------------------------------------------------------------------------------------- | --------------- |
| 평론 점수 평론사 점수 Sinclair User 87/100 (Arcade) [ 1 ] Video Games 22% (SNES) [ 2 ] |                 |
| 평론 점수                                                                              |                 |
| 평론사                                                                                 | 점수            |
| Sinclair User                                                                          | 87/100 (Arcade) |
| Video Games                                                                            | 22% (SNES)      |